# Запорожский государственный медико-фармацевтический университет
Запорожский государственный медико-фармацевтический университет (укр. Запорізький державний медико-фармацевтичний університет) — медицинское многопрофильное высшее учебное заведение 4-го уровня аккредитации в городе Запорожье.
Университет обеспечивает получение высшего образования на уровне специалиста, бакалавра и магистра, а также проводит последипломную подготовку специалистов в интернатуре, магистратуре, аспирантуре, докторантуре и повышение квалификации врачей, провизоров и фармацевтов.

## История
Историю вуз ведёт от Высших женских курсов, организованных в Одессе в 1903 году.
В 1959 году учебное заведение было переведено из Одессы в Запорожье и переименовано в Запорожский фармацевтический институт, а в 1969 году — в Запорожский медицинский институт.
В 1994 году институт получил статус государственного медицинского университета IV уровня аккредитации.

## Факультеты
- 1-й медицинский факультет
- 2-й медицинский факультет
- 3-й медицинский факультет
- 1-й фармацевтический факультет, дневной формы обучения
- 2-й фармацевтический факультет, заочной формы обучения
- 1-й международный факультет (подготовительный факультет для иностранных граждан)
- 2-й международный факультет
- Факультет последипломного образования
- Деканат довузовской подготовки